# John Attlee, 3. Earl Attlee

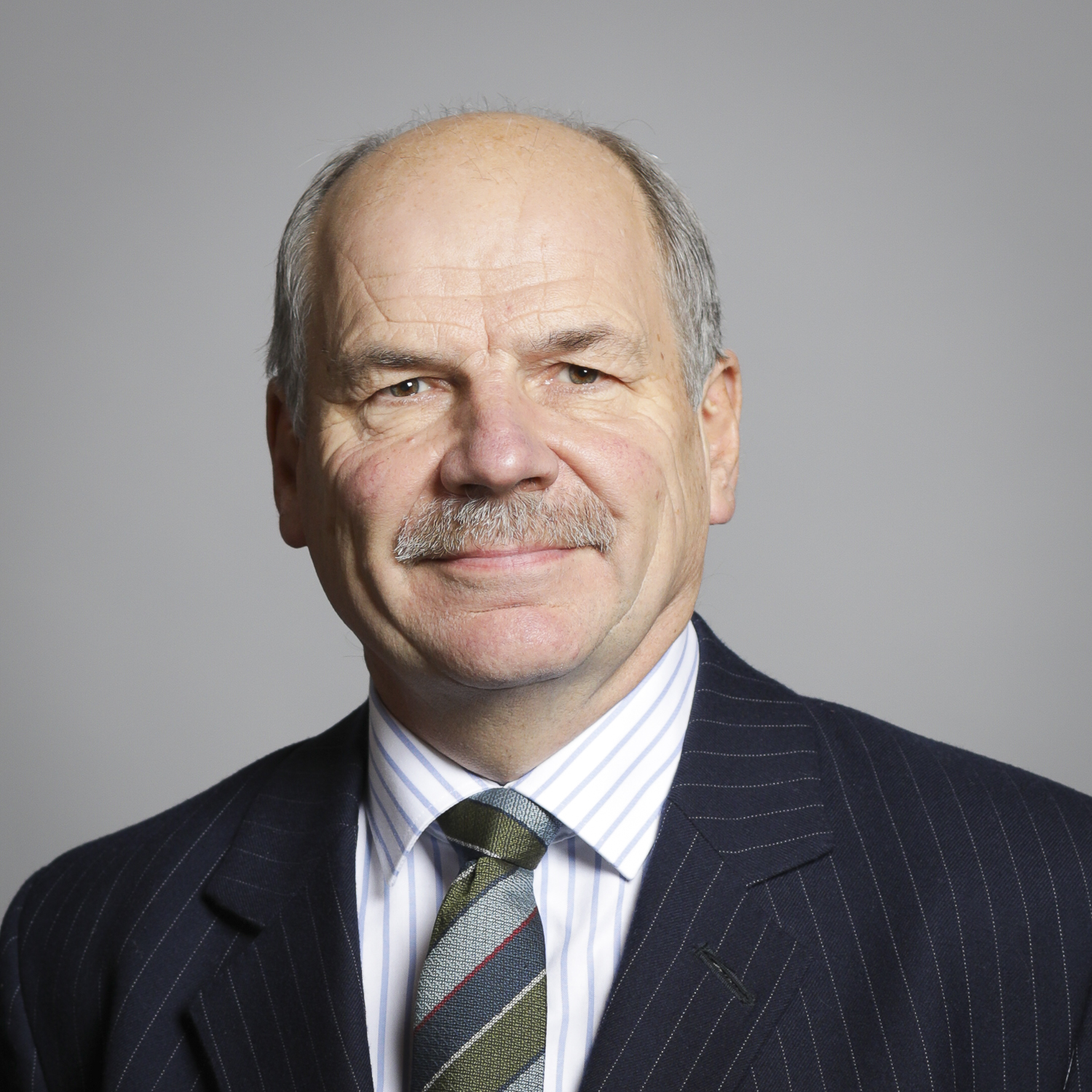
John Attlee, 3. Earl Attlee, 2019

John Richard Attlee, 3. Earl Attlee (* 3. Oktober 1956) ist ein britischer Politiker (Conservative Party) und Peer.

## Leben und Karriere
Attlee wurde am 3. Oktober 1956 als Sohn von Martin Richard Attlee, 2. Earl Attlee und Anne Barbara Henderson geboren. Als Heir apparent seines Vaters führte er von 1967 bis 1991 den Höflichkeitstitel Viscount Prestwood. Er machte eine Ausbildung in der Industrie und gründete 1985 eine Firma im Nutzfahrzeuggewerbe. Er war Angehöriger des britischen Territorialheeres.
1991 erbte er von seinem Vater dessen Adelstitel als Earl Attlee und gehört seitdem dem House of Lords an. Zunächst gehörte er der Fraktion der Crossbencher an; 1997 wechselte er zur Conservative Party. Dreimal war er Whip der Opposition: von 1997 bis 1999, von 2002 bis 2005 und von 2007 bis 2010, dann bis 2014 als government whip der Konservativen. Als mit dem House of Lords Act 1999 die Erblichkeit von Oberhaussitzen abgeschafft wurde, gehörte er zu den Erbadligen, die gewählt wurden, im Parlament zu verbleiben.
Zu folgenden Bereichen war Attlee Oppositionssprecher:
- Juni–Oktober 1997: Verteidigung
- 1997: Transport
- 1997, 1998–1999: Nordirland
- 1998–2001, 2002–2003: Verteidigung
- 1998–1999: Handel und Industrie
- 1999–2001, 2002–2003: Transport
- 2003–2004: Energie
- 2004–2005: Büro des stellvertretenden Premierministers
- 2007–2010: Transport
- 2007–2010: Seefahrt

## Familie
Er ist der Enkel von Clement Attlee und hat eine jüngere Schwester, Lady Jane Elizabeth Attlee (* 1959). Attlee war von 1993 bis 2002 mit Celia Jane Plummer verheiratet; im Jahr 2008 heiratete er in zweiter Ehe Teresa Ahern. Da er bislang kinderlos ist, drohen seine Adelstitel im Falle seines Todes zu erlöschen.